# Estelle Bee Dagum
Estela (Estelle) Bee de Dagum es una economista y estadística argentina y canadiense que fue profesora "chiara fama" de ciencias estadísticas en la Universidad de Bolonia. Es conocida por su investigación sobre el análisis de series temporales, y en particular por desarrollar el método X-11-ARIMA de ajuste estacional, que es ampliamente utilizado y es un predecesor de X-12-ARIMA y métodos posteriores.
Dagum es autora de los libros Benchmarking, Temporal Distribution, and Reconciliation Methods for Time Series (con Pierre A. Cholette, Springer, 2006) y Seasonal Adjustment Methods and Real Time Trend-Cycle Estimation (con Silvia Bianconcini, Springer, 2016).

## Educación y carrera
Dagum se graduó en 1957 de la Universidad Nacional de Córdoba y obtuvo un Doctorado en economía de la misma universidad en 1960. Después de hacer su investigación postdoctoral en macroeconomía, econometría e investigación operativa en la London School of Economics, regresó a la Universidad Nacional de Córdoba como profesora asistente en 1963. Trabajó en la Universidad Católica de Córdoba brevemente en 1965, pero en 1966 regresó a la Universidad Nacional de Córdoba como profesor titular. S 
Ese mismo año finalmente se mudó a Princeton, Nueva Jersey, donde realizó un segundo posdoctorado de 1966 a 1968. Junto con la teoría de juegos trabajó en estadísticas matemáticas y series de tiempo, temas principales en su trabajo posterior. Durante su tiempo en Princeton, también trabajó como economista investigadora en la organización Mathematica Policy Research. 
De 1968 a 1972 ocupó una secuencia de cátedras en economía matemática en la Universidad Nacional Autónoma de México, la Universidad de Iowa, Coe College y la Universidad de Ottawa. Finalmente, en 1972, comenzó a trabajar en Statistics Canada, donde permanecería durante muchos años, adoptando la ciudadanía canadiense y cambiando su nombre de pila a Estelle, aunque sigue usando "Estela" para sus publicaciones.  Se retiró de Statistics Canada en 1993 y trabajó de 1994 a 1996 en la Oficina Central de Estadística de Londres.  
En 1997 tomó su cargo actual en la Universidad de Bolonia. 

## Reconocimiento
En 1980, Dagum se convirtió en la primera persona en recibir el Premio Julius Shiskin Memorial de Estadísticas Económicas, otorgado por la Sección de Estadísticas Económicas y Empresariales de la Asociación Estadounidense de Estadística. Recibió el premio "por su sobresaliente logro en estadísticas económicas, particularmente por contribuciones ampliamente reconocidas en el análisis de series de tiempo y por extender el trabajo pionero de Julius Shiskin en el ajuste estacional al combinar el programa de ajuste estacional X-11 con los modelos ARIMA de Box-Jenkins y especialmente el desarrollo del método X-11-ARIMA". 
En 1981, fue elegida miembro de la Asociación Americana de Estadística,  y en 1984 fue elegida miembro del Instituto Internacional de Estadística .   Se convirtió en miembro correspondiente de la Academia de Ciencias del Instituto de Bolonia, en su sección de derecho, economía y finanzas, en 2002. 
En 2005, la Universidad Parthenope de Nápoles le otorgó un doctorado honorario, y en 2010 la Universidad Nacional de Córdoba la nombró profesora honoraria.
Su libro Métodos de ajuste estacional y Estimación del ciclo de tendencia en tiempo real ganó el Premio Eric Ziegel de Technometrics 2016. 